# Henry John Stephen Smith
Henry John Stephen Smith (Dublino, 1826 – Oxford, 1883) è stato un matematico britannico.
È noto per i suoi contributi alla teoria dei numeri e alla geometria cartesiana, in particolare allo studio delle coniche.
Nel 1861 fu eletto membro della Royal Society.